# 중화민국 외교부
중화민국 외교부(중국어: 中華民國外交部, 영어: Ministry of Foreign Affairs of the Republic of China (Taiwan))는 중화민국 행정원에 속해있는 중화민국의 외교 담당 부서이다. 1927년에 정식 설립되었다. 현재 외교부장은 현 총통인 라이칭더 정부 초대 외교부장인 린자룽이 맡고 있다. 본부는 타이베이에 위치해 있다. 현재 중화민국과 외교 관계를 맺고 있는 나라가 12개국 밖에 되지 않아 대부분의 나라들과 타이베이 대표처 또는 타이베이 대표부라는 명칭을 통해 비공식적으로 외교활동을 전개하고 있다.

## 조직 현황
- 외교부장
- 외교부차장 (정무차장 1명, 상무차장 2명)
- 주임비서
- 지역사
  - 아동태평양사：동아시아, 동남아시아, 오세아니아, 태평양 지역 나라들과의 외교를 담담함.
  - 아서사：서아시아 나라들과의 외교를 담당함.
  - 비주사：아프리카 나라들과의 외교를 담당함.
  - 구주사：유럽 나라들과의 외교를 담당함.
  - 북미사：북미 나라들과의 외교를 담당함.
  - 중남미사：중남미 나라들과의 외교를 담당함.

각 지역사 산하에는 대사관이나 대표부가 소속해, 각종 외교, 영사 업무를 담당하고 있다.
- 조약법률사: 조약, 정부간의 협정 문서 작성 및 해석. 외교에 관한 정부의 각 기관과의 조정을 담당함.
- 국제조직사: 국제 연합및 국제 기구, 정부간 국제 조직, 국제 회의 준비를 담당. 민간 단체의 국제 조직, 회의, 교류 참가를 지원함.
- 신문문화사: 주로 정부 홍보를 담당함. 동시에 국제 정세의 분석을 실시함.
- 예빈사: 국빈의 대접, 국가 식전, 수훈 관련 업무 및 각국 주재 대사관, 대표 기구의 관리를 담당함.
- 비정부조직 국제사무위원회: 국내 민간 단체의 비정부 기구 회의 및 교류 참가를 지원함.
- 경무사무사: 국제 경제 무역에 관한 사무 및 조정을 실시함.
- 영사 사무국
- 외교 영사 인원 강습소
  - 연구 설계 위원회
- 법규 위원회

## 역대 외교부장
|    | 이름       | 취임시기         | 퇴임시기         |
| -- | ---------- | ---------------- | ---------------- |
|    | 우차오수   | 1927년           |                  |
|    | 황푸       | 1928년 2월       |                  |
|    | 왕정팅     | 1928년 6월 14일  |                  |
|    | 스자오지   | 1931년           |                  |
|    | 천유런     | 1931년 6월 1일   |                  |
|    | 뤄원간     | 1932년 1월 28일  |                  |
|    | 왕징웨이   | 1933년 8월 18일  |                  |
|    | 장췬       | 1933년 12월 16일 |                  |
|    | 왕충후이   | 1937년 3월 6일   |                  |
|    | 궈타이치   | 1941년 6월 30일  |                  |
|    | 쑹쯔원     | 1942년 10월 30일 |                  |
|    | 왕스제     | 1948년 5월 31일  |                  |
|    | 우톄청     | 1948년 12월 22일 |                  |
|    | 푸빙창     | (미취임)         | (미취임)         |
|    | 후스       | (미취임)         | (미취임)         |
| 1  | 예궁차오   | 1949년 10월 1일  | 1958년 7월 14일  |
| 2  | 황사오구   | 1958년 7월 14일  | 1960년 5월 31일  |
| 3  | 선창환     | 1960년 5월 31일  | 1966년 5월 27일  |
| 4  | 웨이다오밍 | 1966년 5월 27일  | 1971년 3월 31일  |
| 5  | 저우수카이 | 1971년 3월 31일  | 1972년 5월 29일  |
| 6  | 선창환     | 1972년 5월 29일  | 1978년 12월 16일 |
| 7  | 장옌스     | 1978년 12월 20일 | 1979년 12월 19일 |
| 8  | 주푸쑹     | 1979년 12월 19일 | 1987년4월 22일   |
| 9  | 딩마오스   | 1987년 4월 22일  | 1988년 7월 20일  |
| 10 | 롄잔       | 1988년 7월 20일  | 1990년 6월 1일   |
| 11 | 첸푸       | 1990년 6월 1일   | 1996년 6월 10일  |
| 12 | 장샤오옌   | 1996년 6월 10일  | 1997년 10월 20일 |
| 13 | 후즈창     | 1997년 10월 20일 | 1999년 11월 30일 |
| 14 | 청젠런     | 1999년 11월 30일 | 2000년 5월 20일  |
| 15 | 톈훙마오   | 2000년 5월 20일  | 2002년 2월 1일   |
| 16 | 젠유신     | 2002년 2월 1일   | 2004년 4월 16일  |
| 17 | 천탕산     | 2004년 4월 16일  | 2006년 1월 25일  |
| 18 | 황즈팡     | 2006년 1월 25일  | 2008년 5월 5일   |
| 19 | 어우훙롄   | 2008년 5월 20일  | 2009년 9월 10일  |
| 20 | 양진톈     | 2009년 9월 10일  | 2012년 9월 26일  |
| 21 | 린융러     | 2012년 9월 27일  | 2016년 5월 20일  |
| 22 | 리다웨이   | 2016년 5월 20일  | 2018년 2월 26일  |
| 23 | 우자오셰   | 2018년 2월 26일  | 재임 중          |

## 청사
중화민국 외교부 본부는 타이베이시 중정구 카이다거란대도 2호에 있다. 1972년에 준공되었고, 중화민국 총통부, 228 평화기념공원, 국가도서관, 중정기념당 등 중요기관 및 시설과 인접해있다.

## 대한민국 주재 공관
대한민국과 중화민국의 국교 단절 전에는 서울특별시에 대사관, 부산광역시에 총영사관을 주재 시키고 있었으나, 1992년 단교 이후 철수 하였다. 하지만 대한민국과 실질적인 영사 업무 관계를 수립하면서 1993년부터 서울특별시에 대표부, 2005년부터 부산광역시에 사무처를 개설해 운영하고 있다.

## 주소
中華民國(臺灣)臺北市中正區凱達格蘭大道2號

## 같이 보기
- 중화민국의 재외기구 목록
- 중화민국 행정원
- 중화민국의 정치
- 중화민국의 대외 관계
- 타이베이 대표부
- 유엔 총회 결의 제2758호